# مردم معمولی (مجموعه نمایش خانگی)
مردم معمولی مجموعه تلویزیونی سیت‌کام ایرانی به کارگردانی رامبد جوان محصول سال ۱۴۰۰ است که در فیلیمو پخش شد. جوان، آتیلا پسیانی، شبنم مقدمی، لیلی رشیدی، کمند امیرسلیمانی، خاطره اسدی، الناز حبیبی، امیر نوروزی، خسرو پسیانی، شبنم فرشادجو و شادی کرم رودی بازیگران این سریال هستند.

## داستان
بردیا برازنده (رامبد جوان) صاحب مرکز زیبایی تناسب طلایی، ثروتی دارد که همچون خساستش بی انتهاست. بعد از پلمب آژانس مسافرتی بارباراس که متعلّق به خواهر بردیا، باربارا برازنده (شبنم مقدمی) است، باربارا برادرش را با زور و تهدید راضی می‌کند که فعالیت آژانس را تا فکّ پلمب در مرکز تناسب طلایی ادامه دهد. امّا، در همیشه روی یک پاشنه نمی‌چرخد و به زودی با افشای راز ثروت بردیا، وضعیت خانوادهٔ برازنده از این رو به آن رو خواهد شد…

## بازیگران
| بازیگر           | نقش             |
| ---------------- | --------------- |
| رامبد جوان       | بردیا برازنده   |
| شبنم مقدمی       | باربارا برازنده |
| آتیلا پسیانی     | ایرج جاوید      |
| امیر نوروزی      | خسرو خراباتی    |
| الناز حبیبی      | رومینا نادری    |
| خاطره اسدی       | ستاره           |
| لیلی رشیدی       | شیرین میرسپاسی  |
| کمند امیرسلیمانی | الناز           |
| شادی کرم رودی    | آوا             |
| خسرو پسیانی      | اخی نوروزبیگ    |

### مهمان
| بازیگر           | نقش              |
| ---------------- | ---------------- |
| بهنام شرفی       | سلطان            |
| سپند امیرسلیمانی | فرشاد            |
| مهرداد نصیری     | شوشو (شاپور)     |
| مهران غفوریان    | ناصر             |
| شبنم فرشادجو     | پروانه کلهر      |
| وحید وداعی       | هامون ایرانی اصل |
| مریم شیرازی      | مهرنوش آقا قناد  |
| غزل شجاعی        | ایرینا برازنده   |
| محبوبه تفضلی     | سوزان            |
| نیلوفر کوخانی    | پریا جاجرود پسند |
| علی صبوری        | برزی             |
| امیر شمس         | سهراب            |
| تیام کرمانیان    | آرین             |
| نفس محمودی       |                  |

## بازخورد انتقادی
به گزارش ایسنا، مردم معمولی با انتقادهای بسیاری از طرف بینندگان و منتقدان روبه‌رو شد. در پی اعتراض بینندگان به کیفیت آن، این مجموعه پس از شش قسمت، مقداری تغییر رویه داد و قسمت‌هایی که پیش از آن از بایگانی فیلیمو حذف شد و قسمت هفتم به‌عنوان قسمت یکم در دسترس قرار گرفت.
به گزارش خراسان، یکی از انتقادات مخاطبان این بود که این مجموعه «قصه و هدف خاصی را دنبال نمی‌کند». سازندگان از قسمت هفتم، این مجموعه را قصه‌محور کردند. این روزنامه از کیفیت داستان و «شخصیت‌های کلیشه‌ای، بازی‌های اغراق‌شده و ضعیف» انتقاد کرد.